# Acrocercops stereomita
Acrocercops stereomita là một loài bướm đêm thuộc họ Gracillariidae. Loài này có ở Queensland.